# Hilzerové
Hilzerové byl rakouský rod zvonařů, kteří působili v letech 1838–1907 ve Vídeňském Novém Městě, v Rakousku. Josef Hilzer byl zvonař v Jihlavě.

## Zvonaři v Rakousku
Zakladatelem zvonařství ve Vídeňském Novém Městě byl Ignaz Hilzer (24. června 1810 St. Bernard u Hornu –25. března 1880 Vídeňské Nové Město), který v roce 1838 převzal malou dílnu Josefa Schweigera (zemřel 1802), kterou vedla jeho vdova. Podle zdroje Sloupnický PELMEL koupil zvonařskou dílnu v roce 1841 od Jakoba Korrentsche. Z malé slévárny vybudoval jednu z nejdůležitějších zvonařských dílen v k .k . Monarchie a stal se k.k. Hofglockengießer (k. k. Vrchní dvorní zvonařství).
V roce 1871 do firmy vstoupil Peter Ignaz Hilzer (19. června 1846 Vídeňské Nové Město – 29. listopad 1907 Vídeňské Nové Město) syn Ignaze Hilzera, který se po smrti otce stal jediným vlastníkem zvonařství. Po smrti Hilzerova syna převzal zvonařství v roce 1931 Max Samassa z Lublaně.
Slévárna do roku 1906 vyrobila 6600 zvonů o celkové hmotnosti 1800 tun. Zvony byly dodávány mimo jiné i do Turecka, Číny a Japonska. V roce 1891 byl vyroben zvon Kaiser Franz pro baziliku Mariazell o průměru 2,13 m. V roce 1942 byl zabaven pro válečnou výrobu.

## Zvony

#### Ignác Hilzer
- Třemešná, kostel sv. Šebestiána, 1780, průměr 110 cm, hmotnost 674 kg.
- Kunčice po Ondřejníkem, kostel sv. Maří Magdalény, 1814, průměr 375 mm, hmotnost 35 kg a z roku 1861, průměr 475 mm, hmotnost 70 kg.[5]
- Sloupnice, kostel sv. Mikuláše, 1856, cimbály o hmotnosti 892 liber (asi 500 kg).[2]
- Lhenice, kostel sv. Jakuba,1872, zvon Jan Nepomucký, hmotnost 154 kg.[6]
- Běšíny, kostel sv. Bartoloměje, 1868, zvon sv. Jan Nepomucký, (rekvizice, první světová válka).[7]
- Kovanec, kostel ČCE, 1876, dva zvony o hmotnosti 662 kg a 318 kg
- Dětřichov, 1883.
- Rožňava, katedrála Nanebevzetí Panny Marie, 1876, průměr 163 cm, hmotnost 2800 kg.
- Dobratice, kostel sv. Jakuba a Filipa, 1878, hmotnost 369, (rekvizice 16. dubna 1916)[8]

#### Peter Hilzer
- Křížov, kaple svatého Františka Xaverského,1883.
- Kopřivnice, kostel sv. Bartoloměje, 1894 (rekvírováno v letech 1916–17).[9]
- Máchov, kostel sv. Václav, 1885, dva zvony, menší o hmotnosti přetaven 1895, nová hmotnost 288 kg.[10]
- Danilovo (Ukrajina), Kostel svatého Mikuláše, 1892.
- Mělník, evangelický kostel,1897, zvon Komenský, průměr 100 cm, výška 74 cm.[11]
- Milíčovice, zvonička,1881, 307 kg, (rekvizice první světová válka.)[12]
- Mariazell, bazilika Mariazell, 1891, průměr 2,31 cm, (rekvizice 19. dubna 1942)[4]
  - 1901 zvon Gabriel, (rekvírován 19. dubna 1942).
- Miletín, zvonice u kostela Zvěstování Panny Marie, 1887, hmotnost 697 kg, (rekvizice, shozen z věže 18.–19. prosince 1916).[13]
- Úherce, kostel sv. Josefa, 1901, čtyři zvony, (rekvizice první světová válka).[14]
- Nikolčice, kostel sv. Jakuba Většího, 1897, (rekvizice první světová válka).[15]
- Brezová pod Bradlom, evangelický kostel, 1898, hmotnost 620 kg.[16]
- Svitavy, kostel sv. Josefa, 1896, pět zvonů: sv. Josef (hmotnost: 2834 kg), Neposkvrněné početí P. Marie (hmotnost: 1372 kg), sv. Alfons (hmotnost: 798 kg), sv. František Xaverský (hmotnost: 325 kg) a sv. Gerard Majela (hmotnost: 176 kg), (rekvizice 7. září 1916).[17]
- Olomouc, kostel sv. Mořice, 1888, zvon Maria hmotnost 7020 kg, vystavován na Jubilejní výstavě ve Vídni, (rekvizice, září 1916, zlomek uchován v olomouckém muzeu).[18]
- Vacov, kostel sv. Mikuláše, 1889, zvon Josef, hmotnost 229 kg, (rekvizice 12.12.1916).[19]
- Číměř, Kostel svatého Jiljí (Číměř), 1907, zvon sv. Josef, hmotnost 430 kg

## Zvonař v Jihlavě
Zvonařem v Jihlavě byl Josef Hilzer, kde působil v letech 1823 až 1872.

### Zvony
- Božejov, kostel, 1823
- Bohdaneč, kostel, 1835,
- Humpolec, farní kostel, 1835 zvon Mikuláš
- Tišnov, kostel, 1839, zvon Václav, průměr 150 cm, hmotnost 1713 kg (rekvizice 10. března 1917.[22]
- Bystřice nad Pernštejnem, 1841, po požáru věží farního kostela sv. Vavřince (dochovaný téměř dvoutunový Vavřín, malý Petr a Pavel, maličký Umíráček)
- Želiv, klášterní kostel, 1846
- Senožaty, kostel, 1848
- Ml. Bříšť, kostel, 1848
- Polná, kostel Nanebevzetí Panny Marie, 1864, tři zvony (rekvizice první světová válka).[23] 1867 dva zvony[24] (rekvizice 26.–28. září 1916)